# Ідяш-Кускарово
Ідя́ш-Куска́рово (рос. Идяш-Кускарово, башк. Иҙәш-Ҡусҡар) — присілок у складі Абзеліловського району Башкортостану, Росія. Входить до складу Гусевської сільської ради.
Населення — 203 особи (2010; 165 в 2002).
Національний склад:
- башкири — 100%